# Ptisana rigida
Ptisana rigida là một loài dương xỉ trong họ Marattiaceae. Loài này được Alderw. Murdock mô tả khoa học đầu tiên năm 2008.